# Birt (cráter)

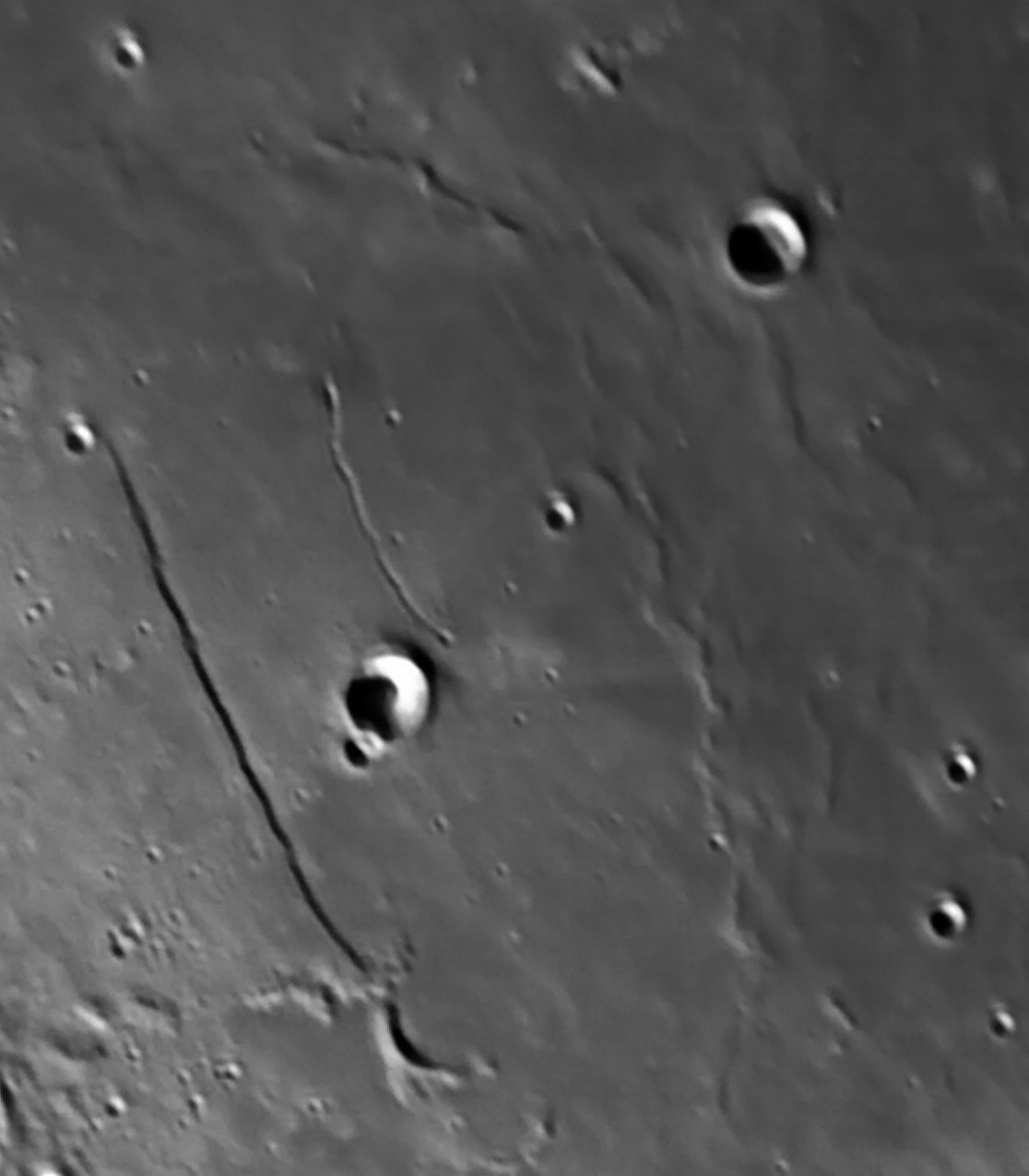
Cráter Birt y otros elementos lunares, como la Rima Birt, un canal de perfil curvado y unos 50 km de longitud. Foto: Georgi Georgiev, Stara Zagora, Bulgaria

Birt es un cráter de impacto lunar situado en la mitad oriental del Mare Nubium y al oeste de la Rupes Recta.
|  |  |

Tiene forma de cuenco con un borde elevado, ligeramente cruzado a lo largo del borde sureste por el mucho más pequeño cráter Birt A. Al oeste de Birt, un cañón denominado Rima Birt corre hacia el norte-noroeste en un arco desde Birt F a Birt E.

## Cráteres satélite
Por convención estos elementos son identificados en los mapas lunares poniendo la letra en el lado del punto medio del cráter que está más cerca de Birt.
|      | \| Birt \| Coordenadas \| Diámetro \| \| ---- \| ------------------------------ \| -------- \| \| A \| 22°30′S 8°12′O / -22.5, -8.2 \| 7 km \| \| B \| 22°12′S 10°12′O / -22.2, -10.2 \| 5 km \| \| C \| 23°42′S 8°18′O / -23.7, -8.3 \| 2 km \| \| D \| 21°00′S 9°48′O / -21.0, -9.8 \| 3 km \| \| E \| 20°42′S 9°36′O / -20.7, -9.6 \| 5 km \| \| F \| 22°18′S 9°06′O / -22.3, -9.1 \| 3 km \| \| G \| 23°06′S 8°12′O / -23.1, -8.2 \| 2 km \| \| H \| 23°00′S 9°06′O / -23.0, -9.1 \| 2 km \| \| J \| 23°00′S 9°24′O / -23.0, -9.4 \| 2 km \| \| K \| 22°24′S 9°42′O / -22.4, -9.7 \| 2 km \| \| L \| 21°36′S 9°18′O / -21.6, -9.3 \| 3 km \| |          |
| Birt | Coordenadas | Diámetro |
| A    | 22°30′S 8°12′O / -22.5, -8.2 | 7 km     |
| B    | 22°12′S 10°12′O / -22.2, -10.2 | 5 km     |
| C    | 23°42′S 8°18′O / -23.7, -8.3 | 2 km     |
| D    | 21°00′S 9°48′O / -21.0, -9.8 | 3 km     |
| E    | 20°42′S 9°36′O / -20.7, -9.6 | 5 km     |
| F    | 22°18′S 9°06′O / -22.3, -9.1 | 3 km     |
| G    | 23°06′S 8°12′O / -23.1, -8.2 | 2 km     |
| H    | 23°00′S 9°06′O / -23.0, -9.1 | 2 km     |
| J    | 23°00′S 9°24′O / -23.0, -9.4 | 2 km     |
| K    | 22°24′S 9°42′O / -22.4, -9.7 | 2 km     |
| L    | 21°36′S 9°18′O / -21.6, -9.3 | 3 km     |